# Thalassina kelanang
Thalassina kelanang is een tienpotigensoort uit de familie van de Thalassinidae. De wetenschappelijke naam van de soort is voor het eerst geldig gepubliceerd in 2009 door Moh & Chong.